# Fort-du-Plasne
Fort-du-Plasne è un comune francese di 430 abitanti situato nel dipartimento del Giura nella regione della Borgogna-Franca Contea.

## Società

### Evoluzione demografica
Abitanti censiti